# Rio Avaș
O Rio Avaş é um rio da Romênia afluente do rio Vaşar, localizado no distrito de Covasna.